# Trilophozia quinquedentata
Trilophozia quinquedentata là một loài Rêu trong họ Lophoziaceae. Loài này được (Huds.) Bakalin, Vadim A. mô tả khoa học đầu tiên năm 2005.